# Salme (Népal)
Salme est un comité de développement villageois du Népal situé dans le district de Nuwakot. Au recensement de 2011, il comptait 2 186 habitants.